# NGC 313
NGC 313は、うお座の三重星である。1850年11月29日に、ロス卿の助手をしていたビンドン・ストーニーが発見した。
ニュージェネラルカタログでは、「とても暗く、極度に小さく、NGC 315から北西に1分」と記されている。
3つの恒星はいずれも、ガイア衛星によって観測されており、その結果からすると、少なくとも3つの中で最も明るい恒星Pul -3 80159は、太陽からの距離が段違いに遠く、見かけだけの関係と考えられる。